# Artjom Wladimirowitsch Schoga

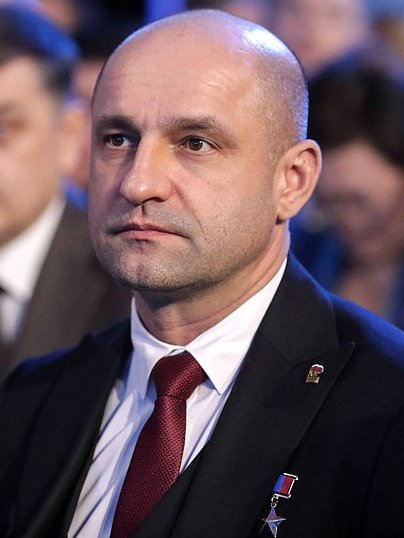
Artjom Schoga (2023)

Artjom Wladimirowitsch Schoga (russisch Артём Владимирович Жога; * 18. Januar 1975 in Schiroki, Oblast Magadan, RSFSR) ist ein russischer Militär und Politiker. Er ist seit Oktober 2024 bevollmächtigter Gesandte des russischen Staatspräsidenten im Föderationskreis Ural. Zuvor war er von September 2023 bis Oktober 2024 Vorsitzender des Volksrats der „Volksrepublik Donezk“.
Er war Kommandeur des Sparta-Bataillons, das auf Seiten Russlands im Russisch-Ukrainischen Krieg verwickelt ist.

## Privatleben
Anfang der 1990er Jahre zog Schoga aus der Oblast Magadan in den Donbas. Er soll erst als Schweißer gearbeitet, später in Slowjansk mit Fischen gehandelt und einen Coiffeursalon besessen haben. 1993 wurde sein Sohn Wladimir in der Oblast Donezk geboren.

## Russisch-ukrainischer Krieg

### Krieg im Donbas
Vor oder mit Ausbruch des Krieges im Donbas im Jahr 2014 hatten sich Schoga und sein Sohn Wladimir den prorussischen Separatisten bzw. dem Bataljon Sparta angeschlossen. Dort freundeten sie sich mit dem Kommandeur Arsen Pawlow an. Pawlow wurde 2016 getötet und Artjoms Sohn Wladimir, der zuvor Pawlows Stellvertreter war, zum neuen Kommandeur des Sparta-Bataillons ernannt. Artjom Schoga wurde Stabschef des Bataillons.

### Russische Invasion in die Ukraine

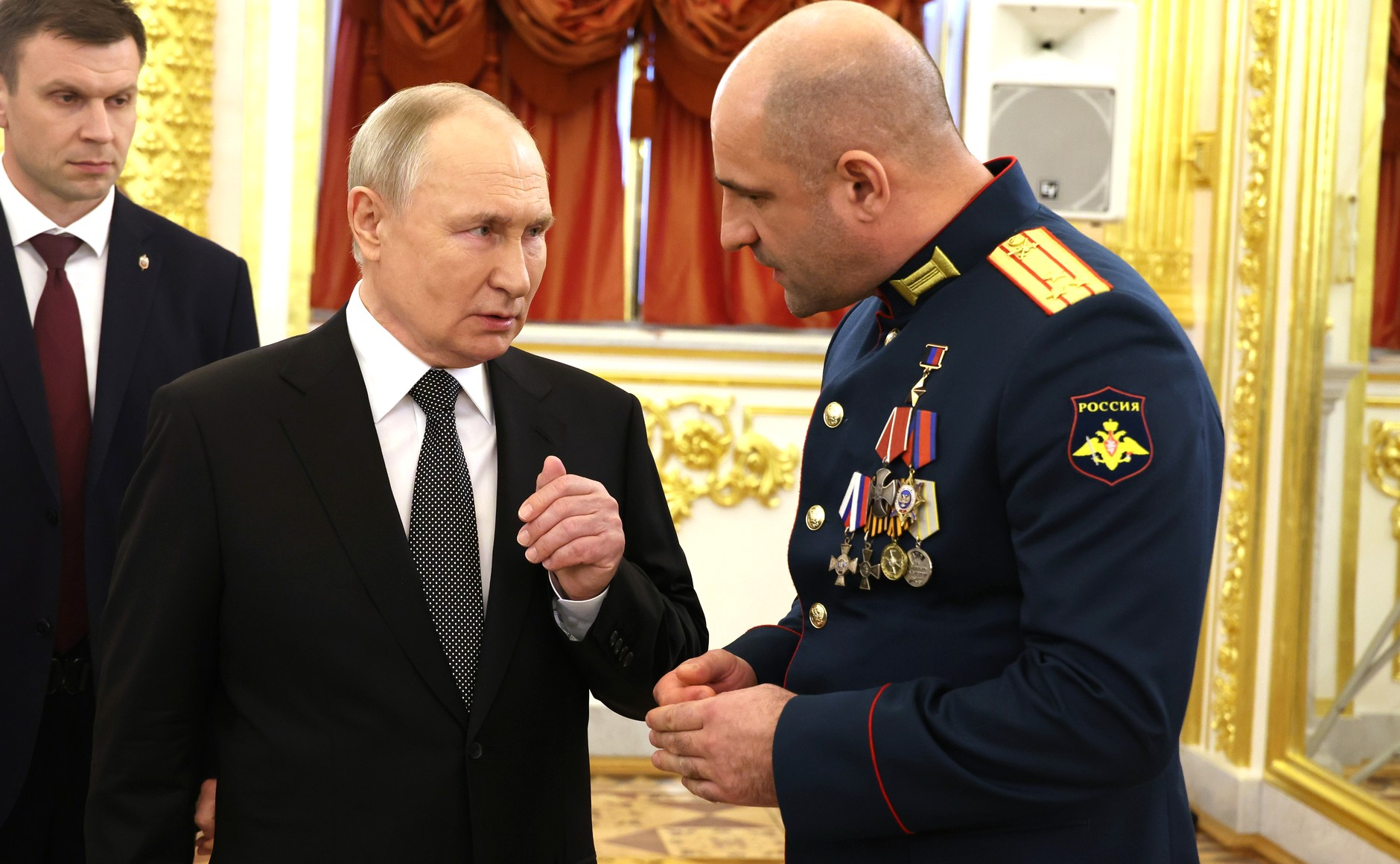
Schoga mit Wladimir Putin (2023)

Anfang März 2022 wurde Schogas Sohn im Kampf um die Stadt Wolnowacha getötet. Wenige Tage bis Wochen später war Schoga einer der Redner bei der Pro-Kriegs-Kundgebung im März 2022 in Moskau, wo er propagierte: „Unsere Aufgabe ist es, unser Land vom Nazivolk zu befreien.“ Zur selben Zeit traf er erstmals den russischen Staatspräsidenten, und Schoga übernahm formal die Führung über das Sparta-Bataillon. Im Mai 2023 traf sich Schoga mit dem russischen Staatspräsidenten Wladimir Putin in Moskau, wo ihm die Auszeichnung seines verstorbenen Sohnes überreicht wurde, der zum Helden der Russischen Föderation erklärt worden war. Im September 2022 nahm ar an der Zeremonie des Kreml zur russischen Annexion der Süd- und Ostukraine teil.
Im selben Monat kündigte Schoga die Premiere einer Miniserie mit dem Titel „Väter des Donbas“, an dessen Produktion er beteiligt war, an. Laut Schoga sei die Serie „über den starken Geist der Menschen, die dem globalen Nationalsozialismus widerstehen und diesen schwierigen Kampf gewinnen“.

## Politische Karriere
Im Jahr 2023 trat Schoga der regierenden Partei Einiges Russland bei. Bei den Regionalwahlen 2023 in der von Russland besetzten ukrainischen Oblast Donezk wurde Schoga zum Vorsitzenden des Volksrates der Volksrepublik Donezk gewählt.
Im Dezember 2023 wurde Schoga dazu auserkoren, Wladimir Putin darum zu bitten, sich bei der russischen Präsidentschaftswahl 2024 zur Wahl zu stellen. Schoga war einer von drei Co-Vorsitzenden der Wahl-Kampagne von Einiges Russland.
Im Oktober 2024 ernannte Wladimir Putin Schoga zu seinem bevollmächtigten Gesandten für den Föderationskreis Ural. Zuvor hatte Wladimir Jakuschew diese Position innehabt. Über einen Hochschulabschluss sowie eine persönliche Verbindung zum Ural verfügte Schoga nicht.